# Pflanzenbestimmung

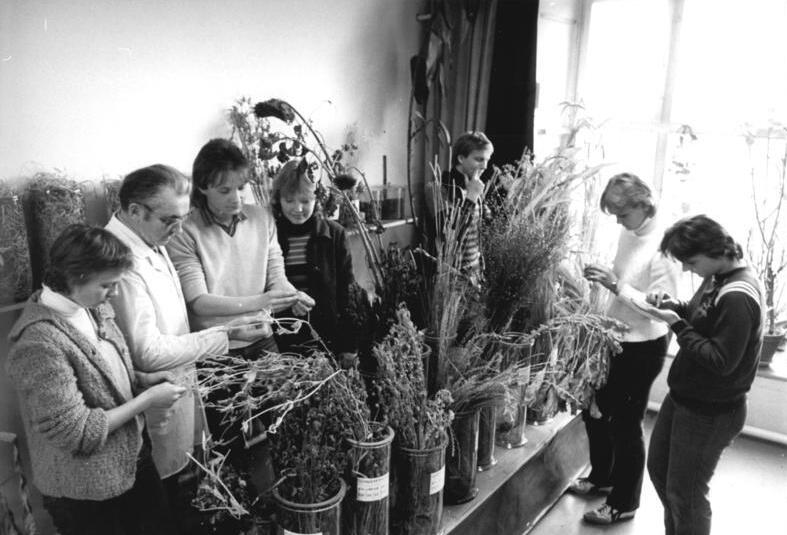
Bestimmung von Futtermittelpflanzen in einer Berufsschule (22. Dezember 1983)

Pflanzenbestimmung nennt man den Vorgang, ein Exemplar einer Pflanze anhand von beobachteten Merkmalen systematisch ihrer Art zuzuordnen und ihre deutschen oder wissenschaftlichen Namen in Erfahrung zu bringen (siehe auch allgemein Bestimmung (Biologie)).

## Vorgehensweise

### Vergleich mit Bildern
Eine Möglichkeit ist, die zu bestimmende Pflanze mit Abbildungen – Zeichnungen oder Fotografien – zu vergleichen. Von beidem sind zahlreiche Werke in Buchform erhältlich. Jede Art der Darstellung hat eigene Vor- und Nachteile. Bei guten Zeichnungen hat der Künstler eine Reihe von Exemplaren einer Pflanzenart ausgewertet und stellt die charakteristischen Merkmale deutlich erkennbar dar. Nachteil ist, dass eine Zeichnung immer eine gewisse Abstraktion voraussetzt, was dem Ungeübten den Vergleich mit einem realen Exemplar erschweren kann. Der Vorteil von Fotos ist die naturgetreue Abbildung, meist wird die Pflanze zudem in ihrer natürlichen Umgebung aufgenommen. Nachteilig ist, dass einzelne Pflanzenindividuen abgebildet sind und deren Habitus kann sich von dem zu bestimmenden Exemplar deutlich unterscheiden. Eine sichere Bestimmung einer Pflanzenart ist mit Abbildungswerken in der Regel nicht zu erreichen, auch weil die meisten Werke nur die am weitesten verbreiteten Pflanzen zeigen. Die Bestimmungssicherheit lässt sich bedeutend verbessern, wenn als Ergänzung zu den Abbildungen Texte vorhanden sind, die Lebensraum, Gestalt und Unterscheidungsmerkmale der Pflanzen näher beschreiben.
Aus Gründen der Handhabbarkeit sind Pflanzenbilder im Internet zur Bestimmung von Pflanzen noch kaum geeignet. Webseiten mit sicher bestimmten Pflanzenabbildungen können jedoch eine Hilfe sein, um eine noch unsichere Bestimmung zu bestätigen.

### Bestimmungsbücher
Bei Benutzung eines Bestimmungsbuchs, auch Flora genannt, erfolgt die Pflanzenbestimmung in einem schrittweise vonstattengehenden Entscheidungsprozess. Beginnend bei ganz allgemeinen Unterscheidungskriterien sind Fragen nach den Merkmalen der Pflanze zu beantworten, also zum Beispiel ob der Stamm/Stängel krautig oder verholzt ist. Jede Frage verzweigt nach Art einer Ja/Nein-Entscheidung zu einer von zwei weiterführenden Fragen (dichotomer Schlüssel). Am Ende der baumartigen Fragenstruktur stehen die einzelnen Gattungen, Arten und gegebenenfalls auch Unterarten. Hier ein (unvollständiges) Beispiel eines solchen dichotomen Schlüssels:
Zweikeimblättrige mit fehlender oder einfacher Blütenhülle:
1. Baum oder Strauch → 2
–. Kraut → 3
2. Blätter gegenständig → 4
–. Blätter wechselständig → 5
3. Wasserpflanze Typ A → 7
–. Wasserpflanze Typ B oder Landpflanze → 8
4. Parasit auf Holzpflanzen → Loranthaceae (Riemenblumengewächse)
–. Kein Parasit → 6
etc.
8. Blüten in Köpfchen, von gemeinsamer Hülle umgeben → Asteraceae (Korbblütler)
–. Ohne gemeinsame Hülle → 9
Diese Art von Bestimmungsbüchern enthält in der Regel die Pflanzenwelt der abgedeckten Region recht vollständig. Abgesehen von einigen Skizzen enthalten sie keine Bilder. Mit diesen Büchern ist es möglich, eine Pflanze zu bestimmen, von der man auf Bildern oder in der Natur noch nie eine ähnliche oder eine verwandte gesehen hat. Auch neu entdeckte Pflanzen in der Botanik werden schriftlich charakterisiert. Ob man die Pflanze richtig bestimmt hat, entscheidet der oftmals knapp gehaltene Diagnose-Text.
Für die Benutzung von Bestimmungsbüchern sind allerdings botanische Kenntnisse erforderlich (vor allem Bau der Blüte, Gestalt der Pflanze). Zudem lassen sich oft Fragen nach bestimmten Merkmalen für die zu bestimmende Pflanze nicht beantworten, weil das Erfragte zu diesem Zeitpunkt noch nicht vorhanden ist. Zum Beispiel kann anhand der Blüte festgestellt werden, dass eine Pflanze der Gattung Löwenzahn (Taraxacum) angehört, aber um welche Art Löwenzahn es sich handelt, ist erst anhand der Früchte sicher zu bestimmen. Dieses Problem stellt sich zum Beispiel auch generell bei der Familie der Kreuzblütengewächse (Brassicaceae).

### Software-Bestimmungsschlüssel
Neben den etablierten Bestimmungsschlüsseln in Buchform und vereinzelten Ansätzen im Internet gibt es mit wissenschaftlicher Begleitung erstellte elektronische Bestimmungsschlüssel, die in CD-Form vertrieben werden (siehe Literatur). Die verfolgten Ansätze sind verschieden. Naheliegend ist die Umsetzung eines dichotomen Schlüssels in Software, der aber die oben genannten Nachteile aufweist. Bei einem anderen Ansatz, der dem elektronischen Medium mehr gerecht wird, können Merkmale einfach nebeneinander angegeben werden, ohne dass schrittweise eine Fragenkette abgearbeitet werden muss. So ist es oft möglich, auch eine Pflanze zu bestimmen, von der einzelne Merkmale nicht bekannt sind. Ein Vorteil der Software-Bestimmungswerke ist ihre meist reiche Ausstattung mit Pflanzenfotos. Mit Aufkommen von Bestimmungsapps für Smartphones sind diese unterwegs auch leichter zu transportieren als Bücher.

### Apps
Apps zur Pflanzenbestimmung benutzen Algorithmen, die auf künstlicher Intelligenz basieren. Sie erkennen nur diejenigen Pflanzen, mit denen der Algorithmus trainiert wurde, sind also z. B. auf heimische Pflanzen oder Gartenpflanzen spezialisiert. Zur Erkennung werden vorrangig die Blüten, aber auch weitere Merkmale wie Habitus, Blattform und Fruchtstände genutzt.
Anbieter der Apps sind zum einen wissenschaftliche Institutionen, die die Bestimmungsergebnisse auch im Rahmen von Citizen-Science-Projekten verwenden. Beispiele sind Plant Net, Obsidentify (auch zur Bestimmung von Tieren) oder Flora Incognita, ein interdisziplinäres Gemeinschaftsprojekt von Wissenschaftlern des Max-Planck-Institut für Biogeochemie in Jena und der TU Ilmenau. Zum anderen gibt es kommerzielle Anbieter, deren kostenfreie Grundversionen über Werbung finanziert werden.
2020 wurden Flora Incognita, Pl@ntNet, Picture This, Leaf Snap und Plant Snap von 2 Gärtnern verglichen, die damals Plant Net und Flora Incognita favorisierten.

## Standardwerke
Ein Bestimmungsbuch für ein bestimmtes Land ist für dessen angrenzenden Gebiete oftmals brauchbar. Durch die Vielfalt an Lebensräumen gilt dies etwa für die Schweizer Bestimmungsbücher: Die Schweizer Flora stellt 20 % der europäischen Arten dar, obwohl das Land flächenmäßig nur 0,4 % Europas ausmacht.
Deutschsprachige Länder
Standardwerke zur Pflanzenbestimmung in Deutschland und der angrenzenden Länder sind der sog. Schmeil-Fitschen und der zweite Band der fünfbändigen Exkursionsflora von Werner Rothmaler. Beide Bücher verwenden dichotome Schlüssel. An Schweizer Schulen war während vieler Jahre das 1990 letztmals erschienene Buch Schul- und Exkursionsflora für die Schweiz von August Binz das Standardwerk; es wurde seither durch Flora Helvetica abgelöst. An österreichischen Universitäten wird standardmäßig das oft „Fischadler“ genannte Werk Exkursionsflora von Österreich, Liechtenstein und Südtirol der Autoren Manfred Fischer, Wolfgang Adler und Karl Oswald eingesetzt.

## Systematik
Das Ergebnis einer Pflanzenbestimmung ist immer in gewissem Grad abhängig von der dem verwendeten Bestimmungswerk zugrunde liegenden Systematik. Bei vielen verbreiteten und etablierte Pflanzenarten gibt es keine Probleme. Häufig gehen die Meinungen der Autoren über die Zuordnung von Pflanzenarten zu Pflanzengattungen und die Aufteilung einer Gattung in Arten aber auseinander. Bei der für die wissenschaftlichen (lateinischen) Pflanzennamen benutzten binären Nomenklatur wird deshalb zusätzlich meist der Name des Autors angegeben, oft als Abkürzung. Der wissenschaftliche Name für das Gänseblümchen lautet etwa Bellis perennis L., wobei L. für Linné steht.

## Beispiel
Verhältnismäßig einfach ist die Bestimmung der Pflanzenfamilie bei Blütenpflanzen (Magnoliophyta), da die generativen Merkmale, wie zum Beispiel Blütenstand, Symmetrie der Blüte, Anzahl der Kelchblätter, Anzahl und Farbe der Kronblätter, Staubblätter, Fruchtblätter etc. für viele Pflanzenfamilien charakteristisch sind. Es kann beispielsweise für Blütenpflanzen-Familien eine Blütenformel angegeben werden. Ein Hilfsmittel wäre auch ein Blütendiagramm. Für eine genauere Bestimmung der Pflanzenart ist es aber in der Regel erforderlich, auch vegetative Merkmale, zum Beispiel Wuchsform, Blattstellung, Blattform, Blattrand, Behaarung etc. zu berücksichtigen.

### Allgemein
- Gottfried Briemle: Farbatlas Kräuter und Gräser in Feld und Wald. Eugen Ulmer, Stuttgart (Hohenheim) 1997, ISBN 3-8001-4125-6.
- Thomas Schauer, Claus Caspari: Der große BLV-Pflanzenführer. Über 1500 Blütenpflanzen Mitteleuropas. 9., durchgesehene Auflage. blv, München / Wien / Zürich 2004, ISBN 3-405-16014-6.
- Oskar Sebald, Siegmund Seybold, Georg Philippi (Hrsg.): Die Farn- und Blütenpflanzen Baden-Württembergs. Band 1: Allgemeiner Teil, Spezieller Teil (Pteridophyta, Spermatophyta): Lycopodiaceae bis Plumbaginaceae. Eugen Ulmer, Stuttgart (Hohenheim) 1990, ISBN 3-8001-3309-1.
- Wilfried Stichmann, Ursula Stichmann-Marny: Der neue Kosmos-Pflanzenführer. Kosmos, Stuttgart 1999, ISBN 3-440-07364-5.

### Einführung
- Dietmar Aichele, Marianne Golte-Bechtle: Was blüht denn da? Wildwachsende Blütenpflanzen Mitteleuropas. 50. Auflage. Stuttgart 1986 (Kosmos Naturführer).
- Dietmar Aichele: Was blüht denn da? Der Fotoband. Wildwachsende Blütenpflanzen Mitteleuropas (= Kosmos-Naturklassiker). 4. Auflage. Franckh-Kosmos, Stuttgart 2000, ISBN 3-440-08598-8.
- Rita Lüder: Grundkurs Pflanzenbestimmung. Eine Praxisanleitung für Anfänger und Fortgeschrittene (= Quelle-&-Meyer-Bestimmungsbücher). 2., durchgesehene Auflage. Quelle & Meyer, Wiebelsheim 2005, ISBN 3-494-01401-9.

### Fortgeschrittene
- Rudolf Schubert, Eckehart J. Jäger, Klaus Werner (Hrsg.): Exkursionsflora von Deutschland. Begründet von Werner Rothmaler. Gustav Fischer, Jena u. a., ISBN 3-334-60831-X (Bände 1–4 (1994–1996)).
- Ernst Klapp, Wilhelm Opitz von Boberfeld: Kräuterbestimmungsschlüssel für die häufigsten Grünland- und Rasenkräuter. Zur Ansprache im blütenlosen Zustand. 4., durchgesehene Auflage. Eugen Ulmer, Stuttgart (Hohenheim) 2004, ISBN 3-8001-4497-2.
- Christian Heitz: Schul- und Exkursionsflora für die Schweiz. Mit Berücksichtigung der Grenzgebiete: Bestimmungsbuch für die wildwachsenden Gefässpflanzen. Begründet von August Binz. 19. Auflage. Schwabe & Co., Basel 1990, ISBN 3-7965-0892-8.
- Erich Oberdorfer: Pflanzensoziologische Exkursionsflora für Deutschland und angrenzende Gebiete. Unter Mitarbeit von Angelika Schwabe und Theo Müller. 8., stark überarbeitete und ergänzte Auflage. Eugen Ulmer, Stuttgart (Hohenheim) 2001, ISBN 3-8001-3131-5.
- Siegmund Seybold: Flora von Deutschland und angrenzender Länder. Ein Buch zum Bestimmen der wild wachsenden und häufig kultivierten Gefäßpflanzen. Begründet von Otto Schmeil, Jost Fitschen. 93., vollständig überarbeitete und erweiterte Auflage. Quelle & Meyer, Wiebelsheim 2006, ISBN 3-494-01413-2.
- Manfred A. Fischer, Karl Oswald, Wolfgang Adler: Exkursionsflora für Österreich, Liechtenstein und Südtirol. 3., verbesserte Auflage. Land Oberösterreich, Biologiezentrum der Oberösterreichischen Landesmuseen, Linz 2008, ISBN 978-3-85474-187-9.

### Software
- Erich Götz: Pflanzen bestimmen mit dem Computer. Flora von Deutschland. CD-ROM. Eugen Ulmer, Stuttgart (Hohenheim) 2001, ISBN 3-8252-8168-X.
- Siegmund Seybold (Hrsg.): Schmeil-Fitschen. Die Flora von Deutschland interaktiv. Sehen – Bestimmen – Wissen. Der Schlüssel zur Pflanzenwelt. CD-ROM, Version 2.0. Quelle & Meyer, Wiebelsheim 2004, ISBN 3-494-01368-3.
- Konrad Lauber, Gerhart Wagner: Flora Helvetica 2.1. CD-ROM Windows; ein interaktiver Führer durch die Pflanzenwelt der Schweiz. Haupt, Bern 2005, ISBN 3-258-06952-2.